# Bernard Szczęsny

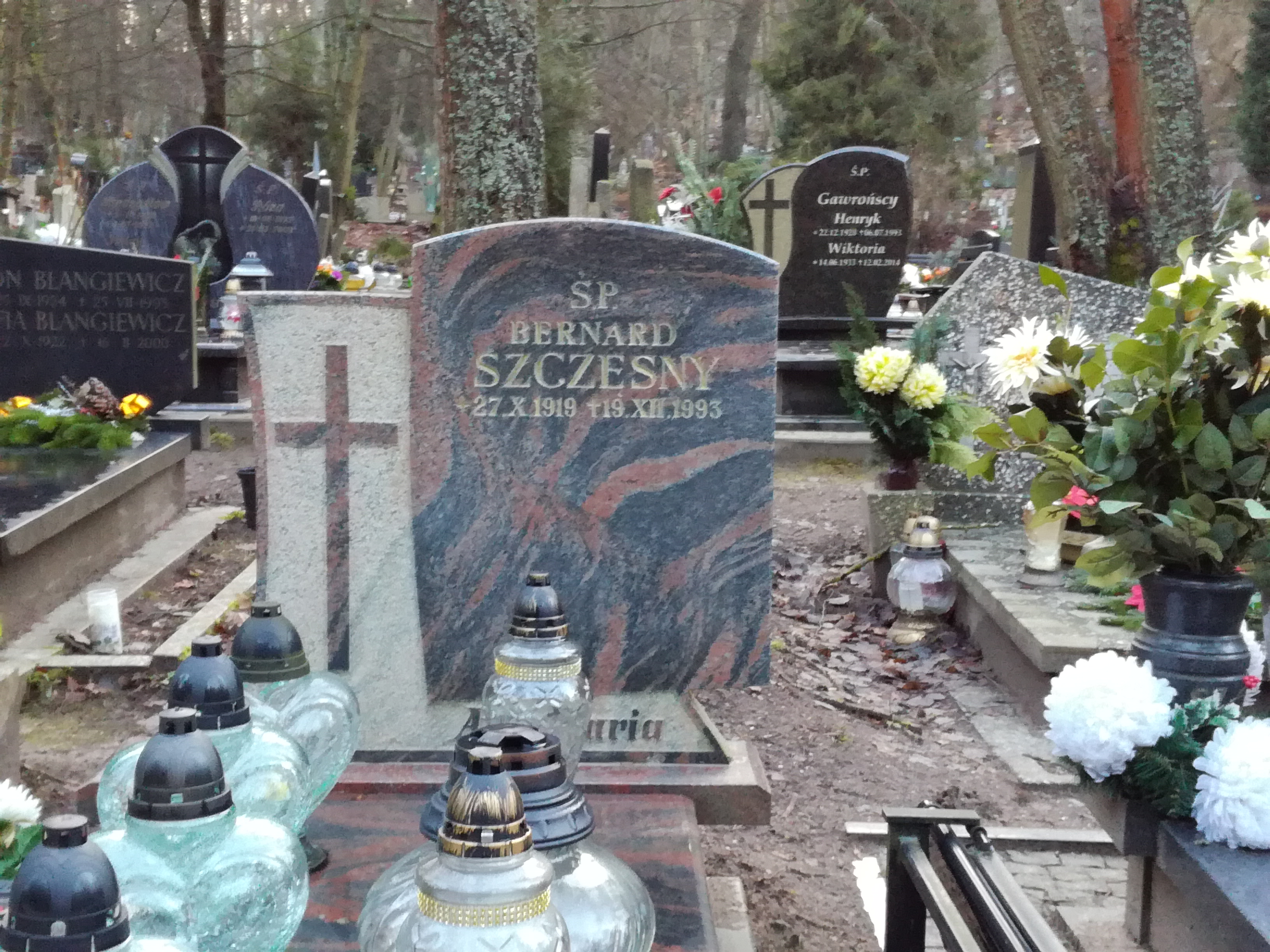
Grób Bernarda Szczęsnego na cmentarzu Srebrzysko w Gdańsku

Bernard Szczęsny, ps. „Sęk”, „Szulc”, „Ben” (ur. 27 października 1919 w Charlottenburgu, obecnie część Berlina, zm. 19 grudnia 1993 w Gdańsku) – polski samorządowiec, działacz społeczny.

## Młodość i II wojna światowa
W dzieciństwie mieszkał z rodzicami w Chojnicach. Uczęszczał do szkół średnich w Chojnicach i Toruniu. W 1938 zdał maturę w toruńskim Liceum Ekonomicznym. Latem 1938 odbył obowiązkową służbę pracy w Junackich Hufcach Pracy w Poddębicach, następnie służbę wojskowej w Dywizyjnej Szkole Podchorążych Rezerwy przy 4 Dywizji Piechoty w Brodnicy. W stopniu plutonowego podchorążego uczestniczył w kampanii wrześniowej w 1939 w szeregach 63 Toruńskiego Pułku Piechoty.
Od 25 września do 18 października 1939 przebywał w więzieniu w Chojnicach jako zakładnik. Po wyjściu na wolność pracował jako robotnik w ogrodnictwie, na budowie i na stacji kolejowej Chojnice, gdzie wykonywał akcje sabotażowe (sypanie piasku do łożysk osi wagonów). W listopadzie 1939 z kolegami szkolnymi Stefanem Czarnieckim i Antonim Miszewskim utworzył lokalną konspiracyjną organizację młodzieżową. W 1940 działał w Komendzie Obrońców Polski. 9 marca 1941 został zaprzysiężony jako komendant obwodu Związku Walki Zbrojnej w Chojnicach. Został aresztowany przez hitlerowców 15 października 1942. Od 3 grudnia 1942 do 25 stycznia 1945 był więźniem niemieckiego nazistowskiego obozu koncentracyjnego Stutthof. Brał udział w obozowym ruchu oporu. Uczestniczył w pieszej ewakuacji więźniów w kierunku zachodnim, tzw. marszu śmierci.

## Działalność polityczna i społeczna po II wojnie światowej
Od 17 marca 1945 do lutego 1949 pełnił funkcję burmistrza Wejherowa. W tym czasie w mieście powstał budynek Liceum (obecnie Szkoła Podstawowa nr 6) oraz przystanek kolejowy Wejherowo-Śmiechowo. Nadzorował uporządkowanie grób ofiar hitlerowskich zbrodni w Piaśnicy. W następnych latach pracował w miejscowym starostwie i jako główny księgowy w przedsiębiorstwie budowlanym. W październiku 1956 został wiceprzewodniczącym Powiatowej Rady Narodowej w Wejherowie. Od czerwca 1961 do sierpnia 1969 był zastępcą przewodniczącego Prezydium Wojewódzkiej Rady Narodowej w Gdańsku. Na tym stanowisku odpowiadał za sprawy oświaty, nauki i kultury. Zabiegał o budowę siedziby Teatru Wybrzeże, nowych hoteli w Gdańsku, Pomnika Obrońców Wybrzeża na gdańskim Westerplatte, przekształcenie Wyższej Szkoły Pedagogicznej w Gdańsku w Uniwersytet Gdański, powstanie Muzeum Stutthof w Sztutowie. Zainicjował szlak turystyczny Droga Kaszubska. W 1964 ukończył studia zaoczne w Szkole Głównej Planowania i Statystyki z tytułem magistra ekonomii. W latach 1969–1980 pracował jako prezes Wojewódzkiego Związku Spółdzielni Inwalidów w Gdańsku.
W 1946 był wśród organizatorów I Kongresu Kaszubskiego. Należał do współtwórców Zrzeszenia Kaszubsko-Pomorskiego, w latach 1959–1971 był jego prezesem. W latach 1963–1970 był przewodniczącym Wojewódzkiej Rady Przyjaciół Harcerstwa w Gdańsku. Sprawował też funkcję przewodniczącego Klubu Byłych Więźniów Obozu Koncentracyjnego Stutthof. Należał do Towarzystwa Rozwoju Ziem Zachodnich. W 1977 r. został wyróżniony tytułem Honorowego Obywatela Wejherowa.
Pochowany na gdańskim cmentarzu Srebrzysko (rejon IX, kwatera I, rząd 5, grób 5).